# Bergelenia
Bergelenia (Elaenia frantzii) är en fågel i familjen tyranner inom ordningen tättingar.

## Utseende och läte
Bergelenia är en oansenlig och lätt förbisedd tyrann. Noterbart är den övervägande färglösa fjäderdräkten, rundat huvud (utan tofs som hos den större arten gulbukig elenia), vitaktig ögonring och stora vita kanter på tertialerna.

## Utbredning och systematik
Bergelenia delas in i fyra underarter med följande utbredning:
- Elaenia frantzii ultima – förekommer i berg i södra Mexiko (Chiapas), Guatemala, El Salvador, Honduras och nordvästra Nicaragua
- Elaenia frantzii frantzii – förekommer i vulkaner i södra Nicaragua (Mombacho och Ometepe) samt i berg i Costa Rica och västra och centrala Panama (österut till Panamá Oeste)
- Elaenia frantzii pudica – förekommer i Anderna i Colombia och i nordvästra Venezuela (i norr till Lara) samt i kustnära berg i norra Venezuela (Falcón och Yaracuy österut till Sucre och norra Monagas)
- Elaenia frantzii browni – förekommer i norra Colombia (Sierra Nevada de Santa Marta och Serranía del Perijá på gränsen mellan norra Colombia och nordvästra Venezuela

## Levnadssätt
Bergelenia hittas i bergstrakter i skogsbryn och igenväxta buskmarker med träd och fruktbärande buskar. Den sitter rätt upprätt och stilla för att plötsligt göra utfall för att plocka bär.

## Status och hot
Arten har ett stort utbredningsområde, men tros minska i antal, dock inte tillräckligt kraftigt för att den ska betraktas som hotad. Internationella naturvårdsunionen IUCN listar arten som livskraftig (LC). Beståndet uppskattas till i storleksordningen en halv miljon till fem miljoner vuxna individer.